# Meeno Peluce
Miro Fiore "Meeno" Peluce, född 26 februari 1970 i Amsterdam, är en amerikansk fotograf och tidigare skådespelare. Han är halvbror till skådespelerskan Soleil Moon Frye.